# Морське (Калінінградська область)
Морське (рос. Морское) — селище Зеленоградського району, Калінінградської області Росії. Входить до складу Сільського поселення Курська коса.
Населення — 126 осіб (2015 рік).

## Населення
| 1910 | 1933 | 1939 | 2002 | 2010 |
| ---- | ---- | ---- | ---- | ---- |
| 228  | ↗301 | →301 | ↘143 | ↘126 |